# پادشاهی همای
«پادشاهی همای» شانزدهمین داستانِ پادشاهان و هفتمین پادشاهی کیان در شاهنامهٔ فردوسی است که دورانِ سی‌ودوسالهٔ پادشاهیِ همای را داستان می‌کند.
دوران زندگی همای نقطه تلاقی میان مستندات تاریخی با متون شاهنامه است. این برهه از تاریخ به‌ویژه دوران همای بسیار مغشوش و آمیخته به روایات جعلی و غرض‌آلود است.
| به بیماری اندر بمرد اردشیر |  | همی بود بیکار تاج و سریر |
| همای آمد و تاج بر سر نهاد  |  | یکی راه و آیین دیگر نهاد |